# Cervenia, Teleorman
Cervenia este satul de reședință al comunei cu același nume din județul Teleorman, Muntenia, România. Se află în partea estică a județului, în Câmpia Burnazului, pe malul stâng al Vedei. La recensământul din 2002 avea o populație de 3.449 locuitori.

## Personalități
- Nicolae Cerveni, deputat, senator